# A Perfect Day
Familiar Roads er det fjerde studiealbum fra den danske poprock-duo Sko/Torp. Det udkom den 26. august 1996 på Medley Records og var gruppens sidste studiealbum i de kommende 14 år, da de gik fra hinanden i 1997. Først i 2004 blev duoen gendannet, og først i 2010 udkom deres næste studiealbum Heartland.
Ifølge sanger Søren Sko er duoen gået væk fra den countryprægede lyd, og trækker i stedet på soulreferencer som Sam Cooke og Nat King Cole. Albummet er også mere moderne end tidligere: "Vi har formået at bruge nogle maskiner på en ny måde, og vi er gået væk fra, at musikken skal være bygget op om et orkester, der spiller på rigtige ting og sager." Tekstmæssigt har Søren Sko "lagt lidt mindre vægt på historier og lidt mere vægt på stemninger i Palles musik."
Albummet solgte kun 19.000, hvilket var mindre end halvdelen af det foregående album Hey You!, der var solgt i over 40.000.

## Spor
Alle sange er skrevet af Sko/Torp.
1. "I Ain't Got Too Many Problems" – 4:10
2. "I'm Down" – 4:42
3. "Sweet Imagination" – 4:15
4. "Nobody Loves You (Like I Do)" – 4:15
5. "Baby, Baby, Baby" – 4:28
6. "Bring the Girls On" – 4:28
7. "Cupid & Venus" – 4:16
8. "If You Where My Brother" – 3:12
9. "Nothing Like Lovin'" – 4:10
10. "Need No Reason (On a Perfect Day)" – 3:46
11. "If the Water Should Fall" – 4:17
12. "Angel Days" – 4:57

## Hitliste
| Hitliste (1996)        | Højeste placering |
| ---------------------- | ----------------- |
| Danmark (Album Top-40) | 30                |